# 山南街道
山南街道，是中华人民共和国辽宁省鞍山市铁东区下辖的一个乡镇级行政单位。

## 行政区划
山南街道下辖以下地区：
电讯社区、科技社区、山南社区、乐雪社区、工学社区、新立社区和田园社区。